# Mahaveer Raghunathan
Mahaveer Raghunathan (Chennai, India; 17 de noviembre de 1998) es un piloto de automovilismo indio. En 2019 compitió bajo licencia neerlandesa en el Campeonato de Fórmula 2 de la FIA con MP Motorsport.

## Carrera
Raghunathan comenzó su carrera en el automovilismo en el karting en 2011, donde permaneció activo hasta 2013. Además, hizo su debut en las carreras de fórmula en cuatro carreras de la JK Racing Asia Series en 2012 para el equipo Meco Racing.
En 2013 Raghunathan compitió en el MRF Challenge, en el que terminó sexto. Además, compitió en el último fin de semana de carrera de la Fórmula Masters China en el Circuito Internacional de Shanghái para el equipo Cebu Pacific Air by KCMG, terminando las carreras en decimocuarto, decimoquinto y duodécimo respectivamente.
En 2014, Raghunathan pasó al nuevo Campeonato de Italia de Fórmula 4, donde jugó para el equipo F&M desde el segundo fin de semana de carrera. Con cuatro sextos puestos en el Autodromo Nazionale di Monza y el Autodromo Enzo e Dino Ferrari como mejor resultado, terminó como duodécimo en el campeonato con 45 puntos.
A principios de 2015, Raghunathan participó en el último fin de semana de carreras del MRF Challenge Fórmula 2000 en el Madras Motor Racing Track. Luego regresó a Europa para participar en el Campeonato Europeo de Fórmula 3 de la FIA para el equipo Motopark Academy ese año. Con un vigésimo puesto en el Norisring como mejor resultado, terminó sin puntos en el puesto 39 de la clasificación final como último piloto en participar de toda la temporada.
En 2016 Raghunathan hizo su debut en la GP3 Series, donde juega para el equipo Koiranen GP. Tras la inauguración de la temporada en el Circuito de Barcelona-Cataluña, en la que terminó las carreras en las plazas 23 y 24, abandonó el campeonato y entró en el Auto GP. Después de que este campeonato dejó de existir después de un fin de semana de carreras, se cambió a la clase de Fórmula del BOSS GP. En este consiguió dos podios en el Autódromo de Brno y el Autodromo Enzo e Dino Ferrari, finalizando quinto en la clasificación con 118 puntos.
En 2017, Raghunathan condujo una temporada completa en el BOSS GP con el equipo PS Racing. Ganó tres carreras en el Circuito de Zolder y el Autodromo Enzo e Dino Ferrari (dos veces). Aunque Johann Ledermair ganó nueve carreras, no largó en otras cuatro, lo que convirtió a Raghunathan en el campeón de la clase con 263 puntos. En 2018, no tenía un asiento de carrera fijo, conduciendo una sola carrera en la Copa Michelin Le Mans en la apertura de temporada en el Circuito Paul Ricard en la clase LMP3 para el equipo United Autosports, terminando decimotercero con su compañero de equipo Najaf Husain.
En 2019, Raghunathan hizo su debut en la Fórmula 2 para el equipo MP Motorsport. En la carrera principal de Monza, logró su único punto del año al terminar décimo. Raghunathan estuvo involucrado en un gran número de incidentes y faltas a las normas. Fue sancionado sin correr la ronda de Austria debido a superar el límite de puntos de penalización. Volvió a acumular 12 puntos más al final la temporada. En base al caso de este piloto, la FIA estableció normas más exigentes para llegar a los campeonatos de soporte de la F1.
En 2021, tras un año de inactividad, Mahaveer probó el Alfa Romeo C38 de la F1 2019 en unas pruebas privadas en Hungaroring. Completó 71 vueltas, siendo dos segundos más lento que Théo Pourchaire.

## Resumen de carrera
| Temporada | Categoría                                     | Equipo                   | Carreras | Victorias | Poles | VR | Podios | Puntos | Pos. |
| --------- | --------------------------------------------- | ------------------------ | -------- | --------- | ----- | -- | ------ | ------ | ---- |
| 2012      | JK Racing Asia Series                         | Meco Racing              | 4        | 0         | 0     | 0  | 0      | 0      | NC†  |
| 2013      | MRF Challenge Fórmula 1600                    | MRF Racing               | ?        | ?         | ?     | ?  | ?      | ?      | 6.º  |
| 2013      | Fórmula Masters China                         | Cebu Pacific Air by KCMG | 3        | 0         | 0     | 0  | 0      | 0      | 21.º |
| 2014      | Campeonato de Italia de Fórmula 4             | F & M                    | 18       | 0         | 0     | 0  | 0      | 45     | 12.º |
| 2014–15   | MRF Challenge Fórmula 2000                    | MRF Racing               | 3        | 0         | 0     | 0  | 0      | 5      | 21.º |
| 2015      | Campeonato Europeo de Fórmula 3 de la FIA     | Motopark                 | 26       | 0         | 0     | 0  | 0      | 0      | 39.º |
| 2015      | Masters de Fórmula 3                          | Motopark                 | 1        | 0         | 0     | 0  | 0      | 0      | 17.º |
| 2015      | Eurofórmula Open                              | Motul Team West-Tec F3   | 2        | 0         | 0     | 0  | 0      | 0      | NC†  |
| 2015      | Fórmula Renault 2.0 Alpes                     | Cram Motorsport          | 2        | 0         | 0     | 0  | 0      | 0      | NC†  |
| 2016      | Auto GP                                       | PS Racing                | 10       | 0         | 0     | 0  | 2      | 151    | 2.º  |
| 2016      | BOSS GP Series - Clase Fórmula                | PS Racing                | 8        | 0         | 0     | 0  | 2      | 118    | 5.º  |
| 2016      | GP3 Series                                    | Koiranen GP              | 2        | 0         | 0     | 0  | 0      | 0      | 27.º |
| 2017      | BOSS GP Series - Clase Fórmula                | PS Racing                | 14       | 3         | 4     | 1  | 13     | 263    | 1.º  |
| 2018      | Le Mans Cup - LMP3                            | United Autosports        | 1        | 0         | 0     | 0  | 0      | 0.5    | 46.º |
| 2019      | Campeonato de Fórmula 2 de la FIA             | MP Motorsport            | 20       | 0         | 0     | 0  | 0      | 1      | 20.º |
| 2023      | Campeonato Italiano Gran Turismo - GT3 Pro-Am | Imperiale Racing         | 3        | 0         | 0     | 0  | 1      | 32     | 6.º  |
| 2024      | Campeonato Italiano Gran Turismo - GT3 Pro    | Lazarus Corse            | 2        | 0         | 0     | 0  | 0      | 14     | NC   |
| Fuente:   |                                               |                          |          |           |       |    |        |        |      |

- † Raghunathan fue piloto invitado, por lo tanto no fue apto para sumar puntos.

## Resultados

### Campeonato Europeo de Fórmula 3 de la FIA
(Clave) (negrita indica pole position) (cursiva indica vuelta rápida)

| Año  | Escudería | Motor      | 1   | 1   | 1   | 2    | 2    | 2    | 3   | 3   | 3   | 4   | 4   | 4   | 5   | 5   | 5   | 6   | 6   | 6   | 7   | 7   | 7   | 8   | 8   | 8   | 9   | 9   | 9   | 10  | 10  | 10  | 11   | 11   | 11   | Pos. | Puntos | Ref.  |
| ---- | --------- | ---------- | --- | --- | --- | ---- | ---- | ---- | --- | --- | --- | --- | --- | --- | --- | --- | --- | --- | --- | --- | --- | --- | --- | --- | --- | --- | --- | --- | --- | --- | --- | --- | ---- | ---- | ---- | ---- | ------ | ----- |
| 2015 | Motopark  | Volkswagen | SIL | SIL | SIL | HOC1 | HOC1 | HOC1 | PAU | PAU | PAU | MNZ | MNZ | MNZ | SPA | SPA | SPA | NOR | NOR | NOR | ZAN | ZAN | ZAN | SPI | SPI | SPI | ALG | ALG | ALG | NÜR | NÜR | NÜR | HOC2 | HOC2 | HOC2 | 39.º | 0      | [ 7 ] |
| 2015 | Motopark  | Volkswagen | 26  | 25  | 29  | 24   | 31   | 30   | DNQ | DNQ | DNQ | Ret | 24  | 25  | 29  | 27  | 24  | 25  | 20  | 25  | 27  | 30  | 28  | 31  | 25  | 29  | 30  | 23  | DNS | 30  | 26  | 22  |      |      |      | 39.º | 0      | [ 7 ] |

### GP3 Series
(Clave) (negrita indica pole position) (cursiva indica vuelta rápida puntuable)

| Año  | Escudería   | 1   | 1   | 2   | 2   | 3   | 3   | 4   | 4   | 5   | 5   | 6   | 6   | 7   | 7   | 8   | 8   | 9   | 9   | Pos. | Puntos | Ref.  |
| ---- | ----------- | --- | --- | --- | --- | --- | --- | --- | --- | --- | --- | --- | --- | --- | --- | --- | --- | --- | --- | ---- | ------ | ----- |
| 2016 | Koiranen GP | BAR | BAR | SPI | SPI | SIL | SIL | BUD | BUD | HOC | HOC | SPA | SPA | MNZ | MNZ | KUA | KUA | YMC | YMC | 27.º | 0      | [ 8 ] |
| 2016 | Koiranen GP | 23  | 24  |     |     |     |     |     |     |     |     |     |     |     |     |     |     |     |     | 27.º | 0      | [ 8 ] |

### Campeonato de Fórmula 2 de la FIA
(Clave) (negrita indica pole position) (cursiva indica vuelta rápida puntuable)

| Año  | Escudería     | 1   | 1   | 2   | 2   | 3   | 3   | 4   | 4   | 5   | 5   | 6   | 6   | 7   | 7   | 8   | 8   | 9   | 9   | 10  | 10  | 11  | 11  | 12  | 12  | Pos. | Puntos | Ref.  |
| ---- | ------------- | --- | --- | --- | --- | --- | --- | --- | --- | --- | --- | --- | --- | --- | --- | --- | --- | --- | --- | --- | --- | --- | --- | --- | --- | ---- | ------ | ----- |
| 2019 | MP Motorsport | SAK | SAK | BAK | BAK | BAR | BAR | MON | MON | LEC | LEC | SPI | SPI | SIL | SIL | BUD | BUD | SPA | SPA | MNZ | MNZ | SOC | SOC | YMC | YMC | 20.º | 1      | [ 9 ] |
| 2019 | MP Motorsport | 18  | 19  | 11  | 13  | 16  | 19  | 15  | Ret | 12  | 18  |     |     | 15  | 18  | 17  | 19  | C   | C   | 10  | 13  | 17  | 17  | Ret | 15  | 20.º | 1      | [ 9 ] |